# México nos Jogos Olímpicos de Verão de 1980
O México competiu nos Jogos Olímpicos de Verão de 1980, realizados em Moscou, União Soviética.